# XPCOM
XPCOM (Cross Platform Component Object Model) je multiplatformní komponentový model používaný v aplikacích Mozilla. Je podobný CORBĚ či Microsoft COM. Zahrnuje například práci se soubory, správu paměti či správu komponent.